# Fotografie na Tchaj-wanu

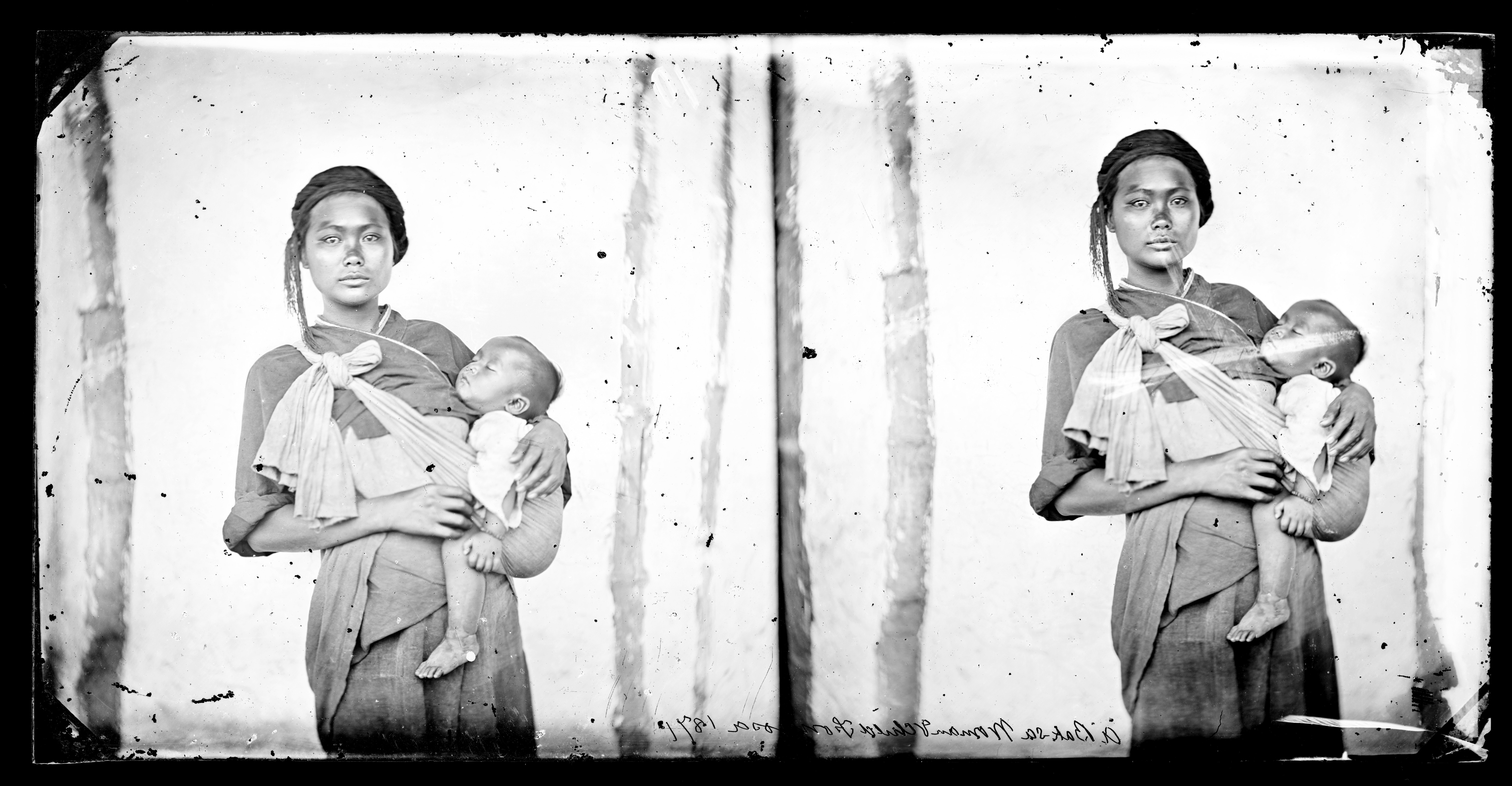
John Thomson: Žena s dítětem, Baksa, 1871

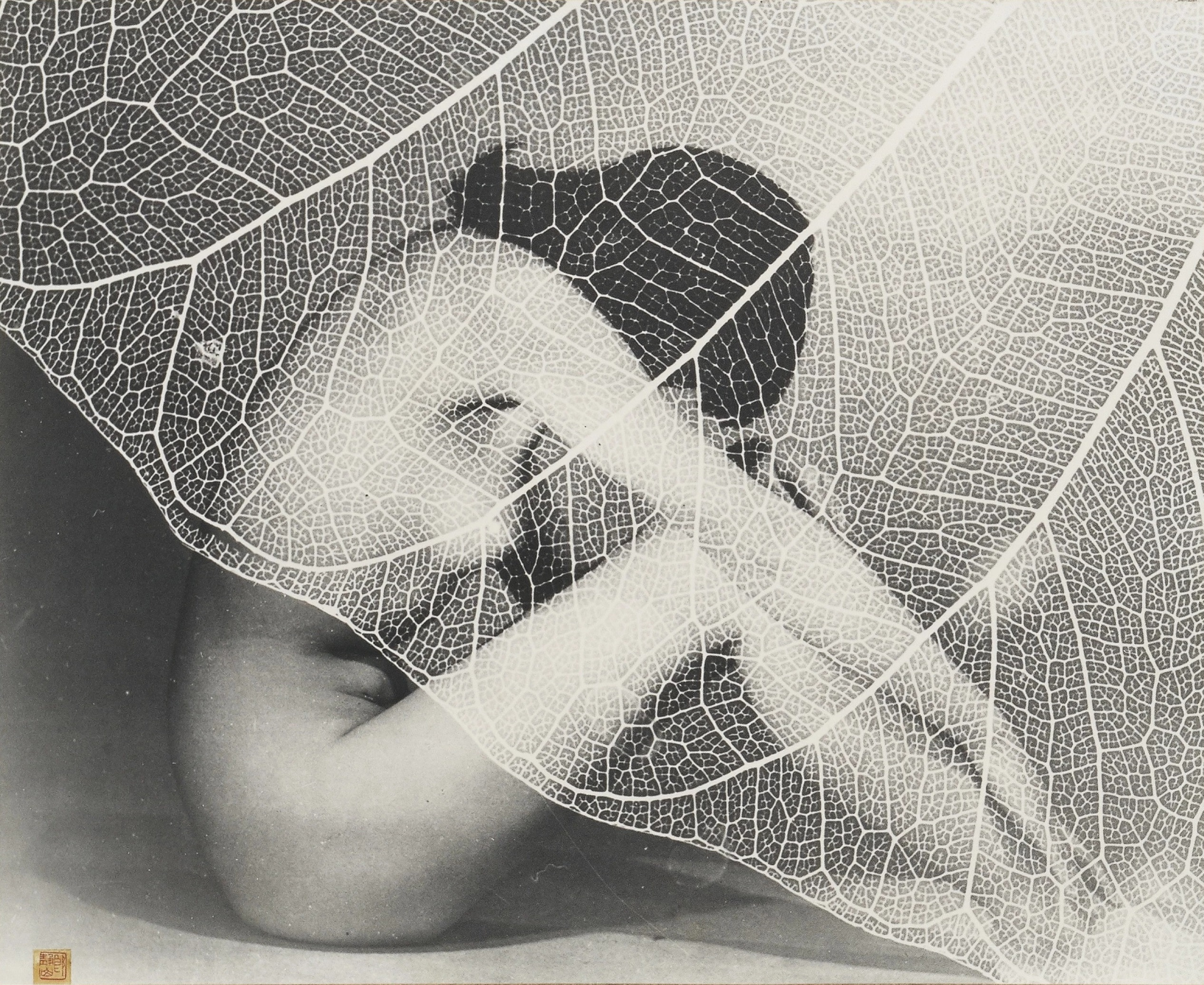
Lang Ťing-šan: Akt, 1932

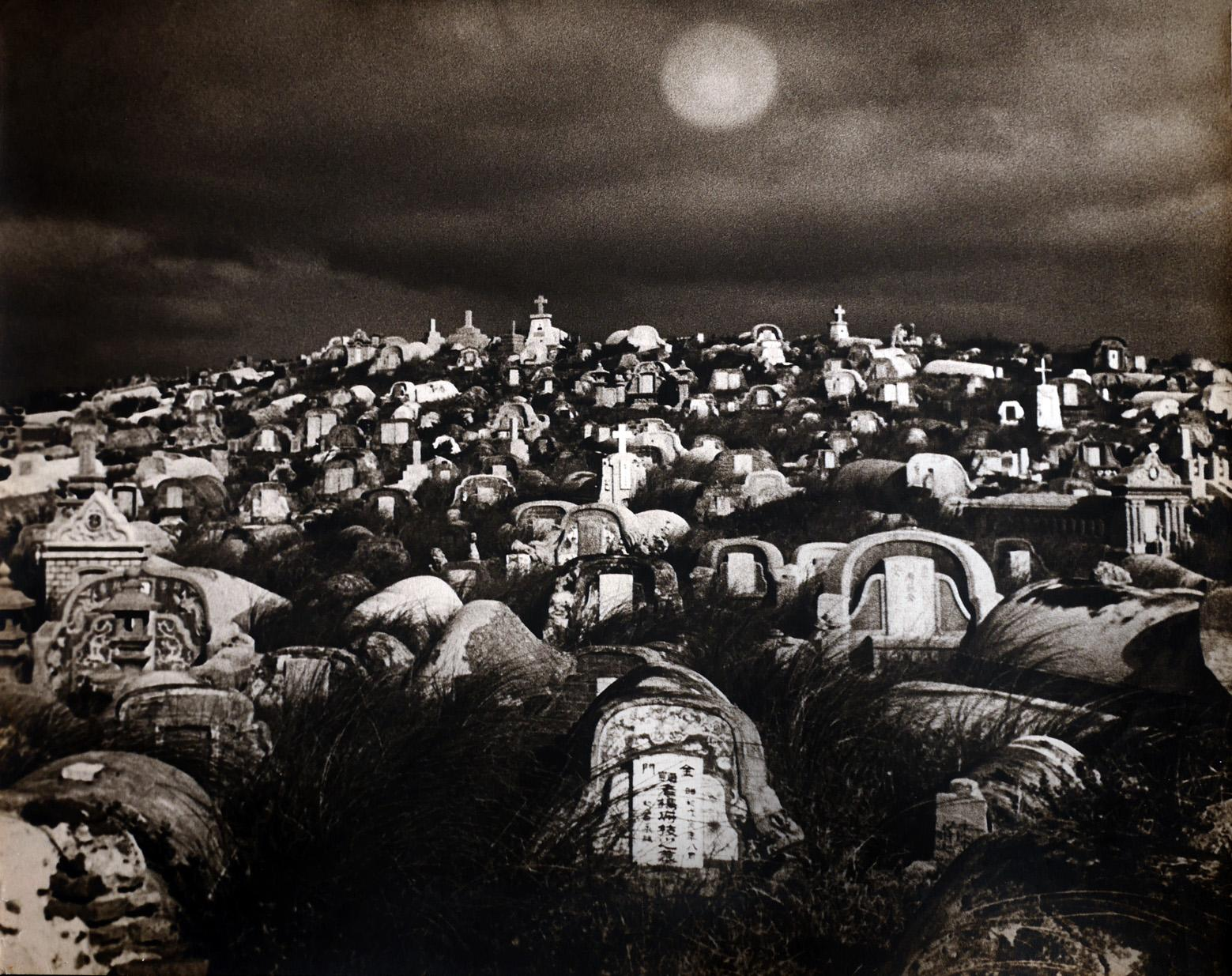
Chang Tsai: Hroby v Anpingu, 1946–1947

Fotografie na Tchaj-wanu je hluboce zakořeněna v jedinečné a rychle se měnící historii země. Jako v mnoha zemích byl vývoj techniky, řemesla a umění fotografie mimo jiné důsledkem změny technologie, zlepšování ekonomických podmínek a míry uznání fotografie jako svéprávné formy umění. Fotografie se v Tchaj-wanu vyvíjela za spoluúčasti a zájmu od počátků tohoto umění k úspěchům některých Tchajwanců ve světě fotografie do dnešních dní.

## Historie
Počátky fotografie jsou rozděleny do dvou období. Předjaponské trvalo přibližně od roku 1858 do roku 1895 a období vlivu japonského od roku 1895 do roku 1945, ve kterém skončila japonská okupace Tchaj-wanu. Mnoho fotografií z japonského období se dochovalo ve formě pohlednic. Hodně děl z předjaponské éry fotografie bylo pořízeno zahraničními misionáři, cestovateli a obchodníky.
Mezi takové patřil například skotský průkopník fotografie John Thomson (1837–1921). Byl jedním z prvních fotografů, který cestoval na Dálný východ, kde zhruba po dobu deseti let (1862–1872) dokumentoval tamní obyvatele, krajinu a artefakty východních kultur. Po návratu domů dokumentoval život lidí na ulicích Londýna a série snímků je považována za klasický příklad sociálního dokumentu, který položil základy fotožurnalistiky. Založil také fotografický ateliér v Singapuru, kde portrétoval evropské obchodníky a inspiroval v nich zájem o místní obyvatele a pozoruhodnosti. Hodně cestoval po celém kontinentálním území Malajsie a na ostrově Sumatra, putoval po vesnicích, fotografoval přírodní národy a dokumentoval je při jejich činnosti. Strávil dva týdny v Angkoru, kde bohatě dokumentoval rozsáhlý počet míst, čímž vytvořil první fotografické základy dnešního světového kulturního a přírodního dědictví UNESCO. Po krátcé přestávce v Anglii se opět vydal na Dálný východ. Na začátku dubna 1871 přicestoval na strov Tchaj-wan, tehdy Formosa, spolu s misionářem Dr. Laidlawem Maxwellem, když poprvé přistáli na Takao. Oba navštívili tehdejší hlavní město Taiwanfu před cestou k domorodým vesnicím na západních pláních ostrova. Po odchodu z Formosy Thomson strávil další tři měsíce cestováním 3000 mil po řece Jang-c’-ťiang a dosáhl Chu-peje a S’-čchuanu. Thomsonovo cestování po Číně bylo často nebezpečné, protože navštívil vzdálené, téměř neosídlené oblasti daleko ve vnitrozemí. Většina lidí, se kterými se setkal, ještě nikdy neviděla člověka ze Západu, nebo fotoaparát. Jeho expedice byla kvůli fotografování obzvláště náročná. Museli přepravovat objemný dřevěný fotoaparát, mnoho velkých, křehkých skleněných desek a potenciálně výbušné chemikálie. Při fotografování v nejrůznějších podmínkách se často muselo improvizovat, protože chemické látky bylo v tamějších oblastech obtížné získat. Jeho témata byla nesmírně pestrá: od skromných žebráků a pouličních lidí, přes úředníky mandariny po prince a vysoké vládní úředníky, od odlehlých klášterů až po císařské paláce, od jednoduchých vesnic po nádherné krajiny. Thomson se vrátil do Anglie v roce 1872, usadil se v londýnském Brixtonu a během následujících let se věnoval veřejným přednáškám a prezentaci výsledků svých cest po Dálném východě. Jeho publikace začaly nejprve v měsíčnících, později následovaly série velkých, bohatě ilustrovaných fotografických knih. Hodně psal na fotografická témata, přispíval mnoha články do fotografických časopisů, jako například British Journal of Photography. Také přeložil a upravil knihu Gastona Tissandiera History and Handbook of Photography (Fotografie – historie a průvodce) z roku 1876, ze které se stala standardní referenční práce.

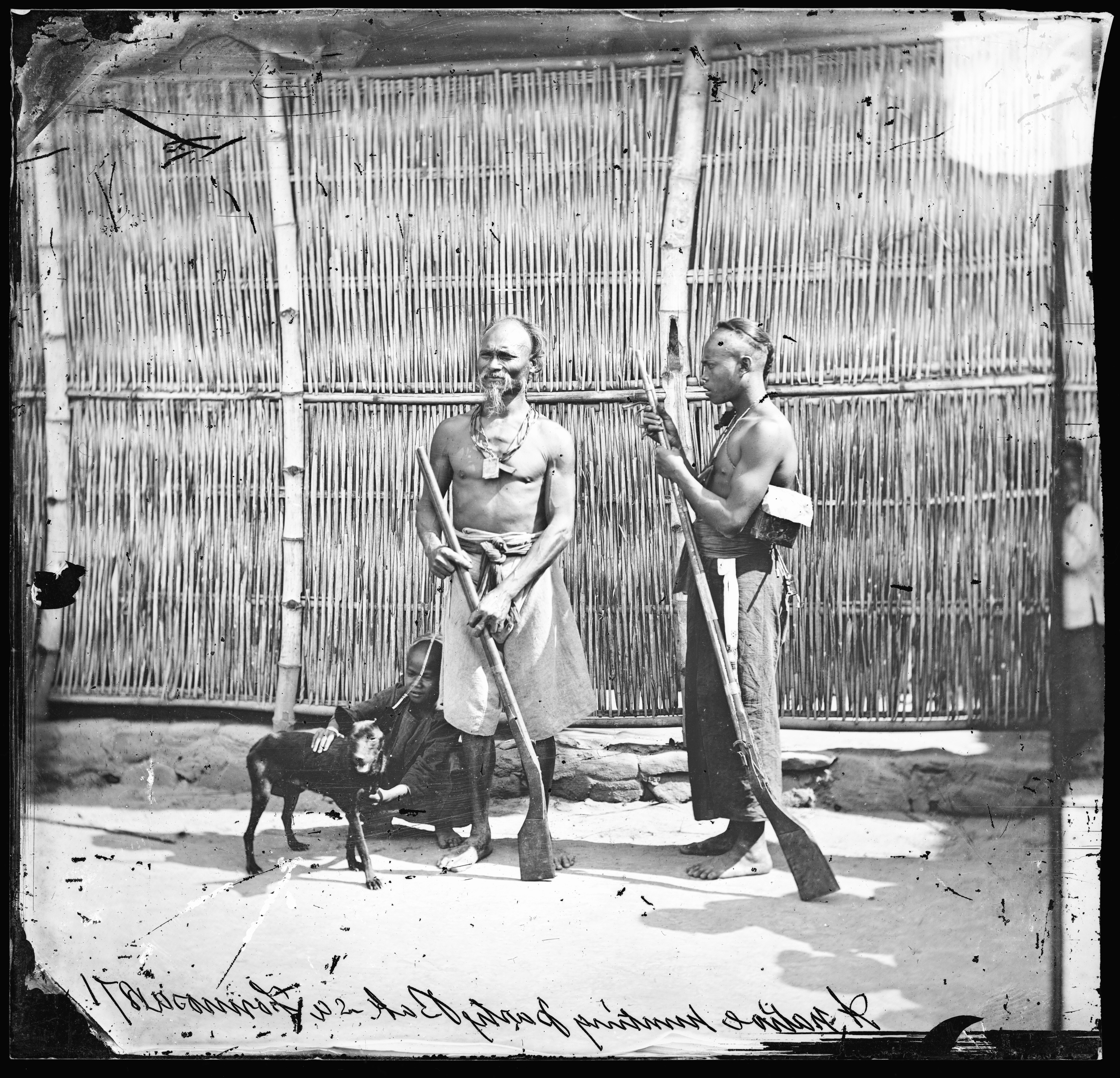
John Thomson: Baksa, asi 1871
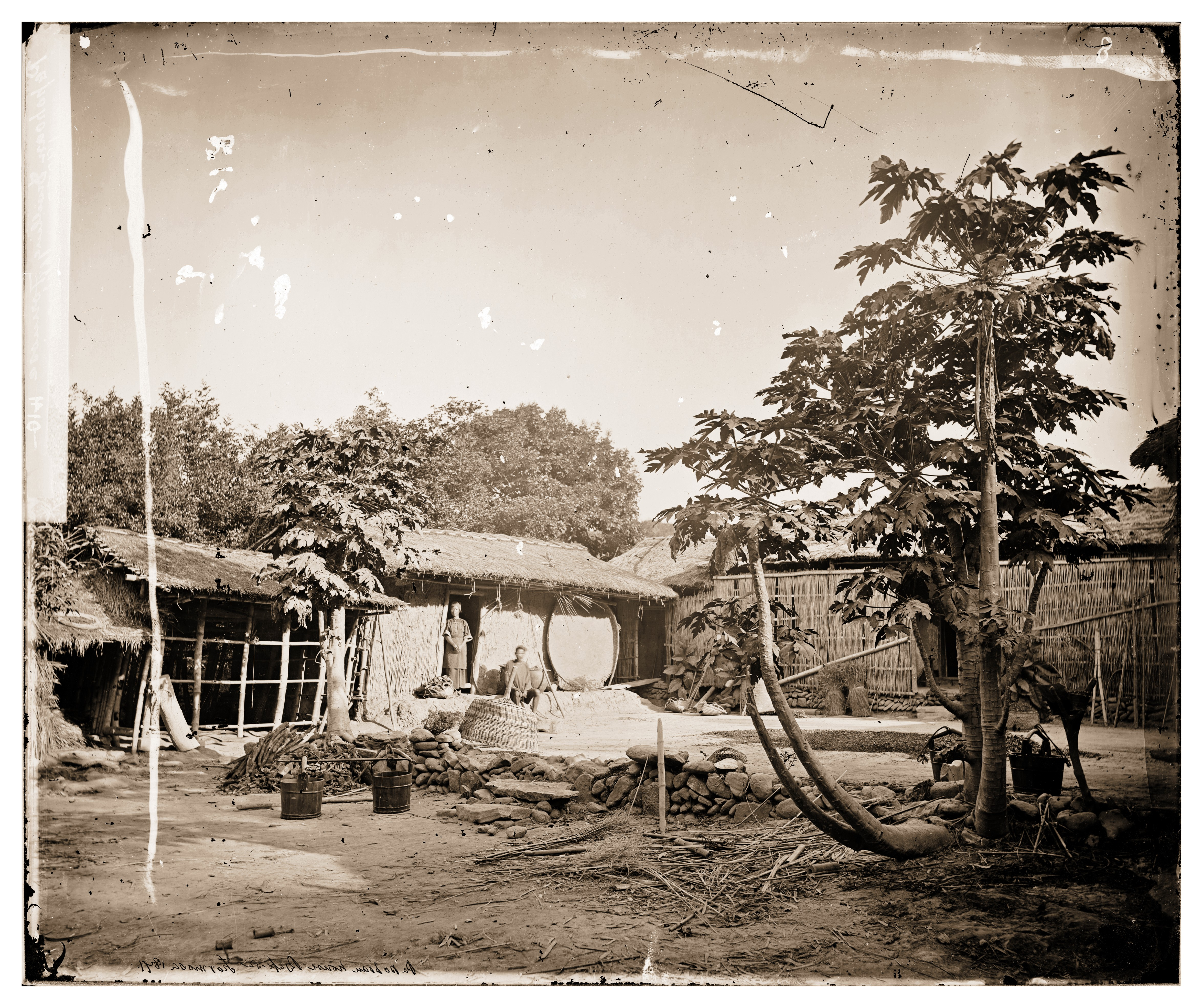
John Thomson: Baksa, asi 1871
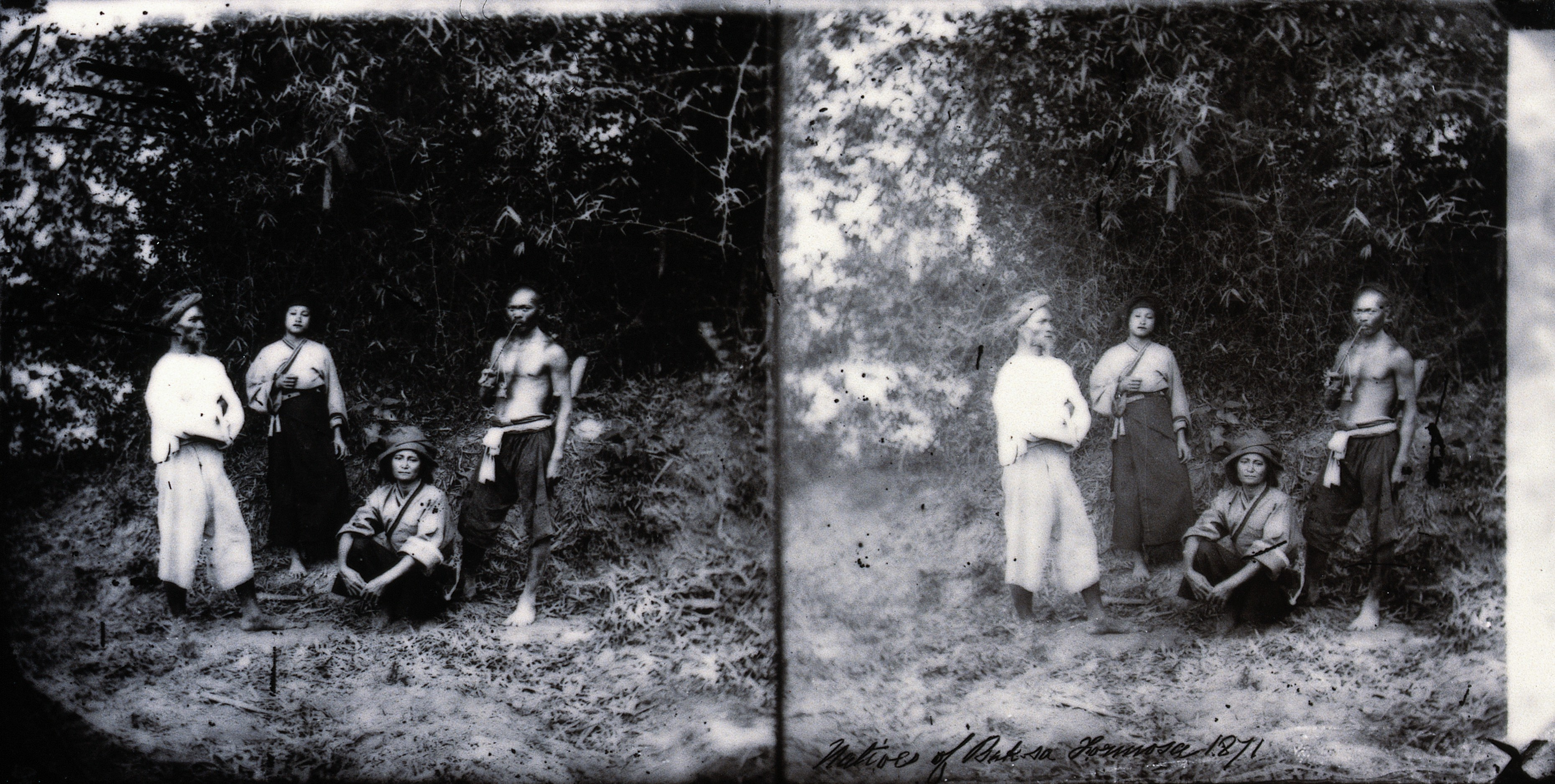
John Thomson: Baksa, asi 1871
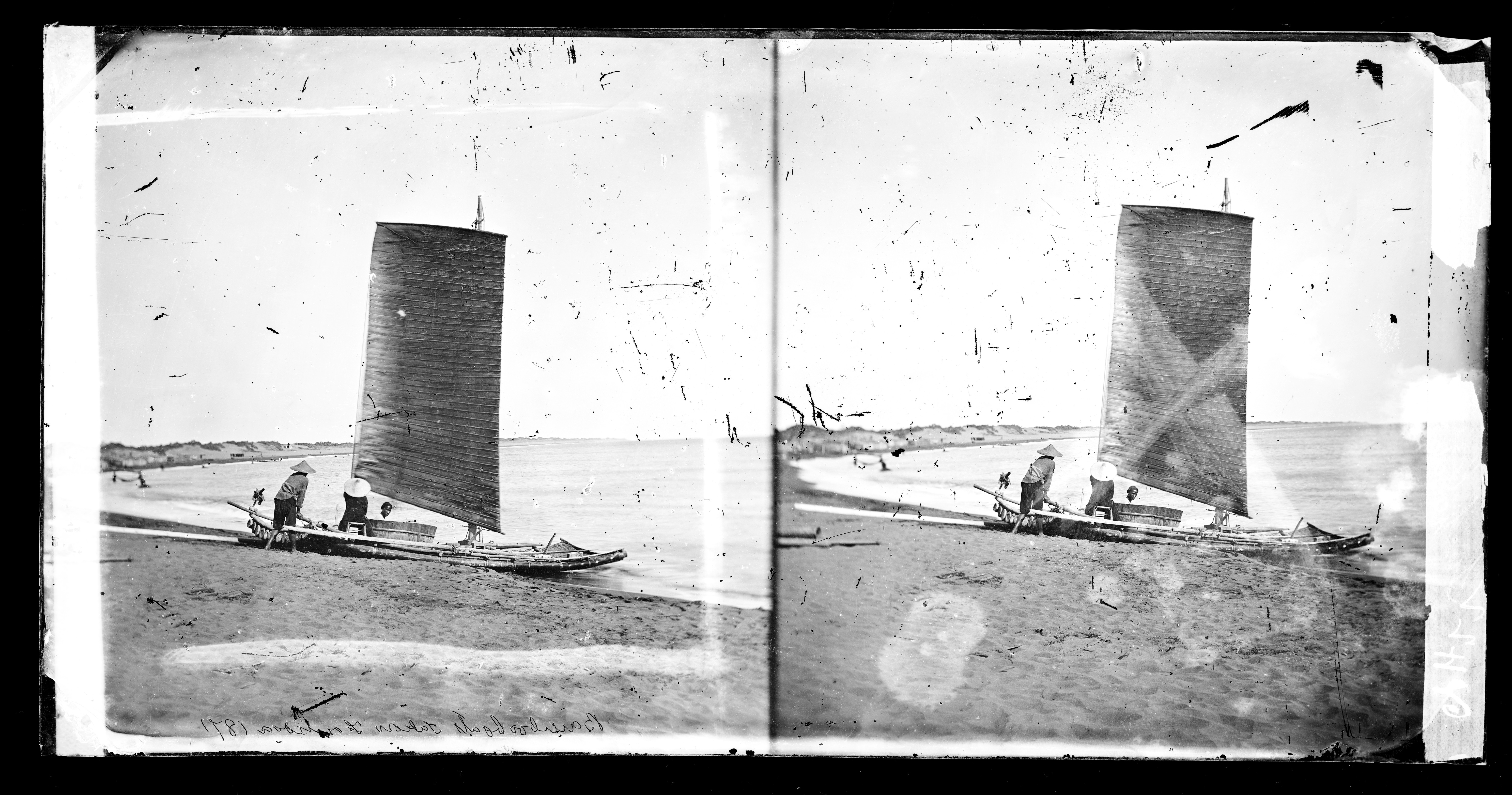
John Thomson: Bambusové lodě, asi 1871
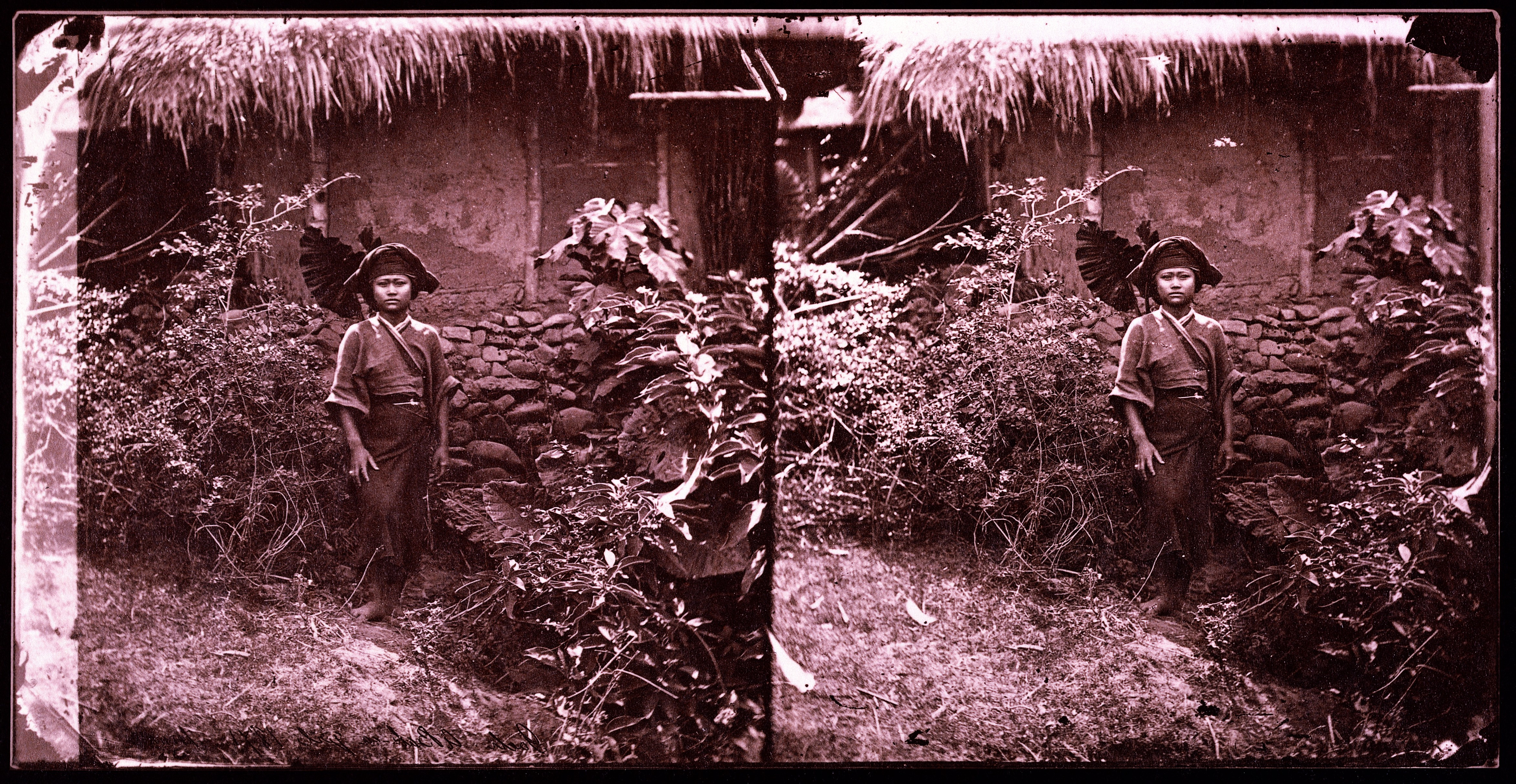
John Thomson: Baksa, asi 1871
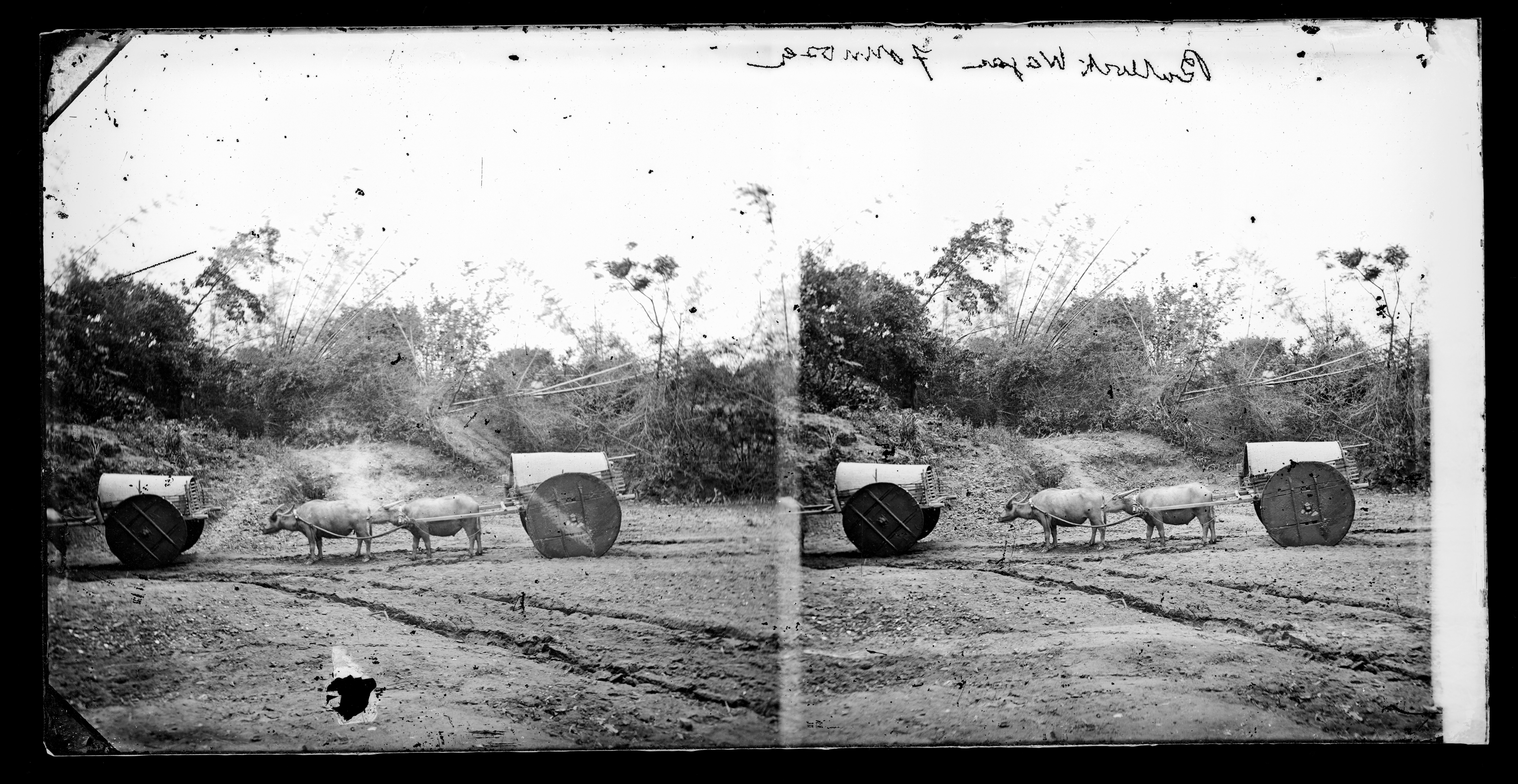
John Thomson: Baksa, asi 1871
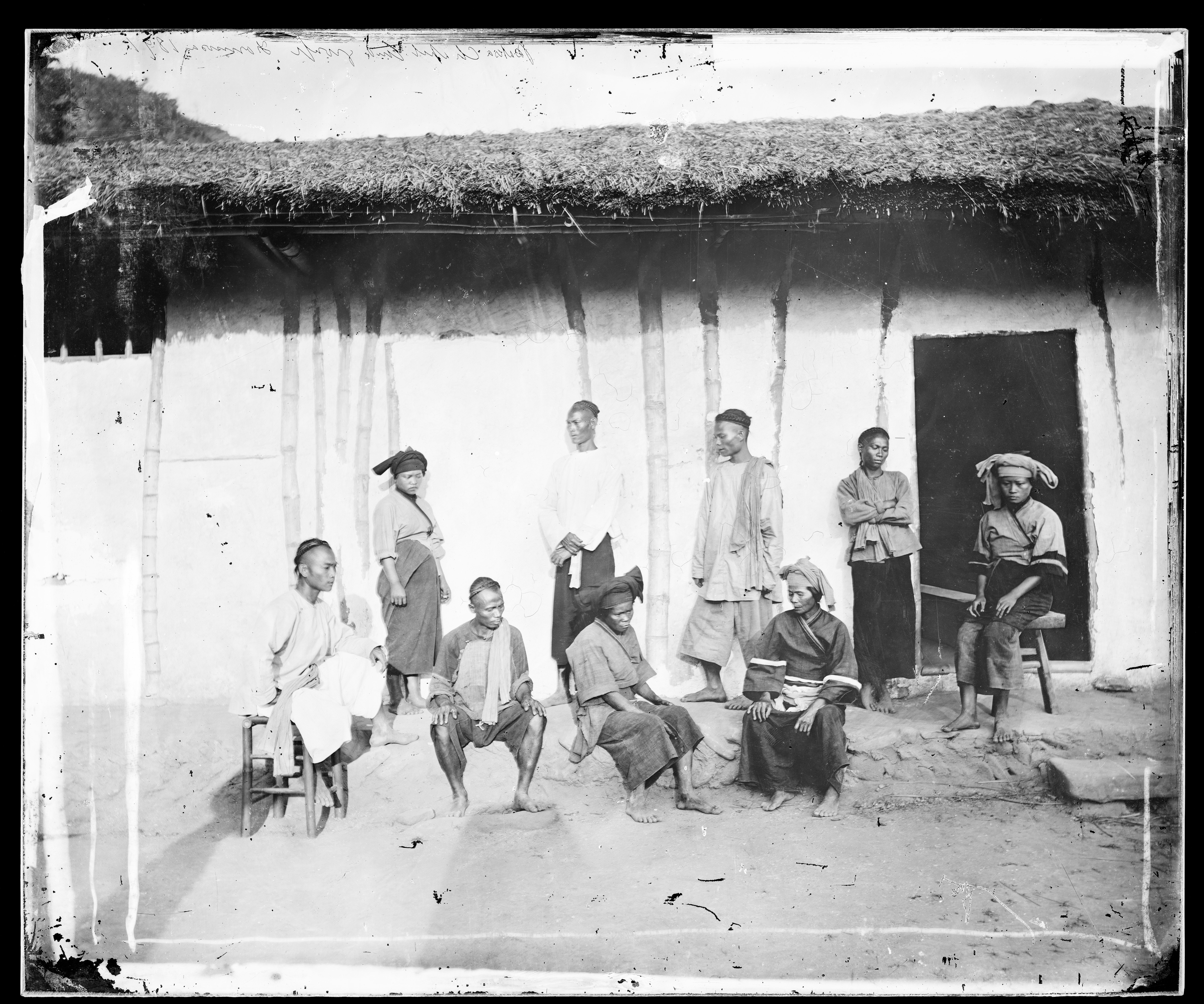
John Thomson: Baksa, asi 1871
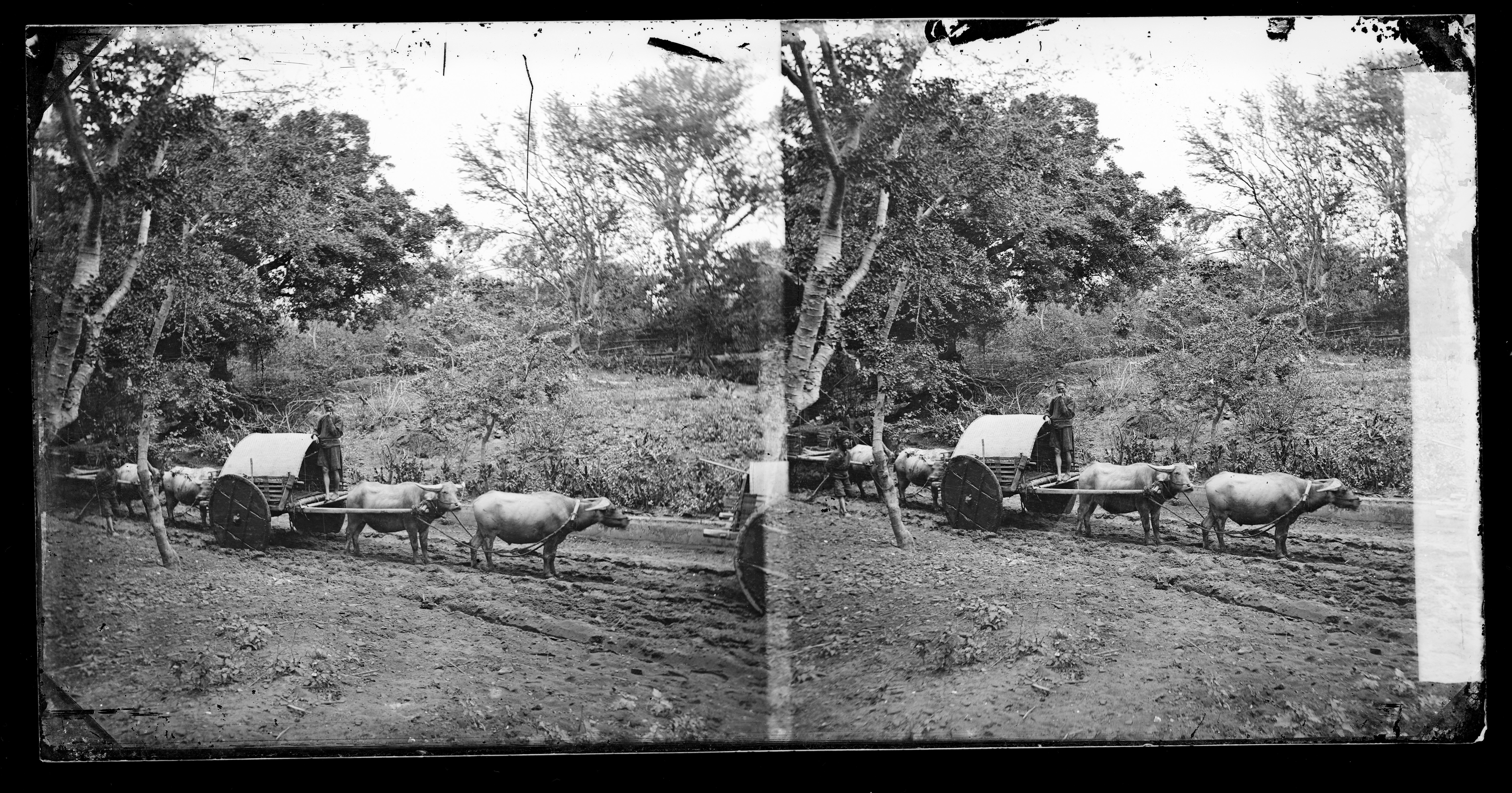
John Thomson: Baksa, asi 1871
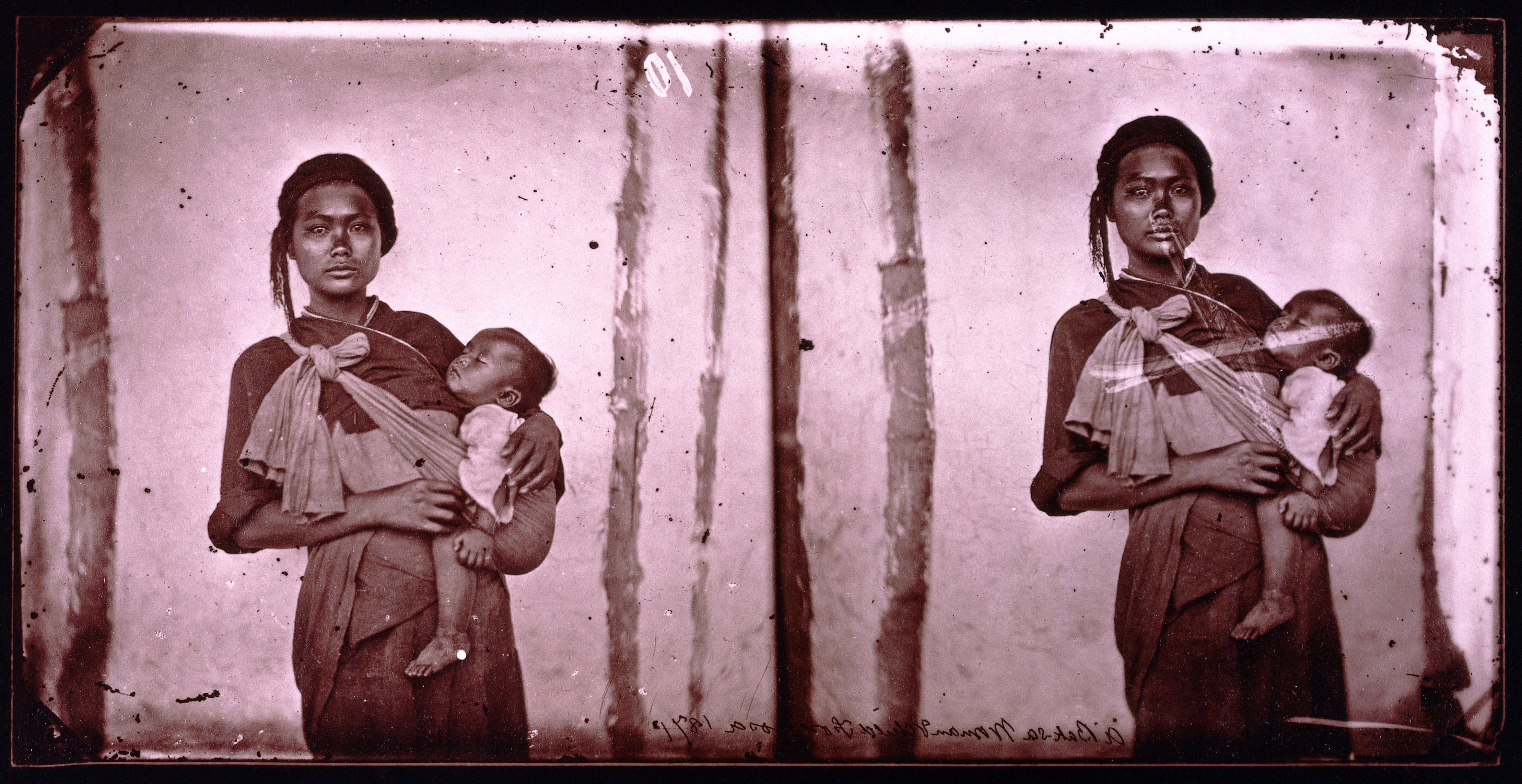
John Thomson: Matka s dítětem, Aboriginci, asi 1871

- Japonský antropolog Torii Rjúzó (1872–1953) na Tchaj-wanu pořídil více než 800 snímků domorodých kmenů. Tato sbírka je považována za jednu z nejdůležitějších z japonské koloniální éry (1895–1945).[3]

- Fotograf Lin Šou-i (1916–2011) vyrůstal v chudých poměrech, v roce 1928 se začal učit fotografickému řemeslu ve fotografickém studiu Xu Qiyuan. Pořídil si fotografickou kameru 5x7 palců a živil se v Ťi-lung portrétováním. V roce 1934 odešel do japonské Ginzy, kde zíksal práci v japonské fotografické společnosti. O tři roky později se vrátil do rodného města, kde otevřel „Linovu fotografickou galerii“.[4]

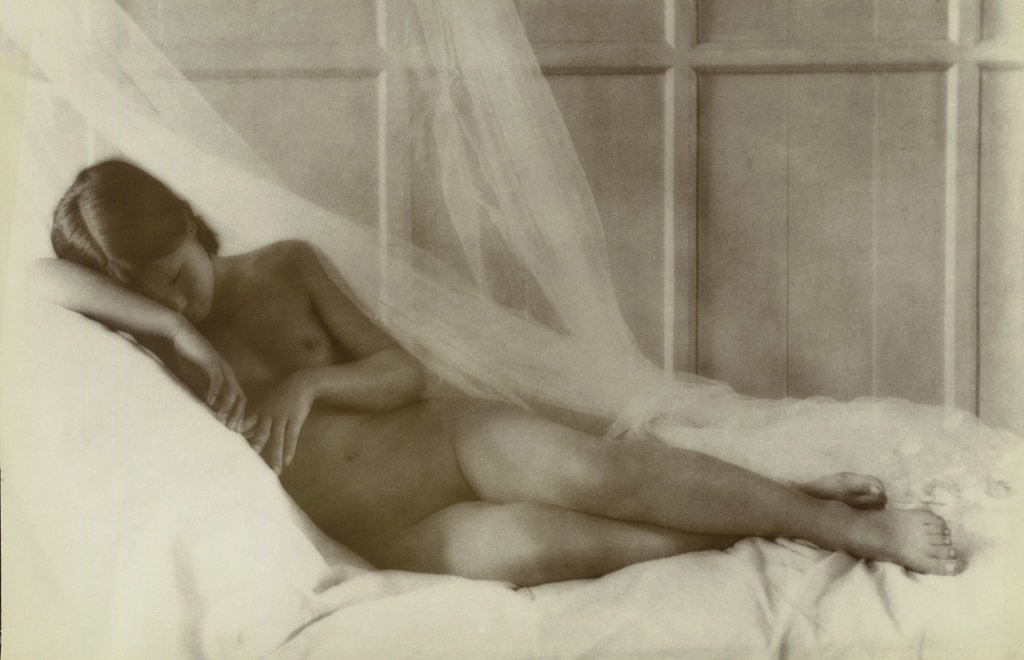
Lang Ťing-šan: Meditace, 1928, nejstarší dochovaná čínská umělecká fotografie aktu

Lang Ťing-šan (1892–1995) byl průkopník fotografie a jeden z prvních čínských fotožurnalistů. Byl nazýván “nepochybně nejvýznamnější postavou v historii čínské umělecké fotografie”. a „Otcem asijské fotografie“. V roce 1937 se tal členem Královské fotografické společnosti a v roce 1940 získal Associateship a v roce 1942 získal Fellowship. a v roce 1980 ho Americká fotografická společnost jmenovala jedním z deseti největších světových fotografů. Byl prvním čínským fotografem, který pořídil umělecké snímky aktu a byl také známý technikou „kompozitní fotografie“, kterou používal, a která se později stala hojně užívanou i dalšími fotografy. Langova práce byla mnohotvárná. Práce v komerčních novinách z něj učinily jednoho z prvních čínských fotožurnalistů, ale jeho práce v jiných oblastech dávala přednost uměleckým hodnotám. V roce 1928 pořídil snímek dívky Meditace, který je považován za nejstarší dochovanou čínskou uměleckou fotografii aktu (otec modelky ji zbil, když zjistil, co udělala). V roce 1930 vydal Album of Nude Photographs, jako první v Číně. Vystavoval často své vlastní dílo, včetně After the Tang Masters na výstavě Královské fotografické společnosti roku 1937 a Majestic Solitude (1937) na výstavě Královské fotografické společnosti roku 1940. Krátce experimentoval s modernistickým stylem, jako byly fotografie architektury, které zdůrazňovaly abstraktní formy. Na druhé straně textura a kompozice Langovy krajinářské fotografie čerpala z tradiční čínské inkoustové malby scény a krajiny. Těchto efektů dosáhl tím, že přes sebe položil několik obrázků a na tisk použil štětec a inkoust. Spolu se svým přítelem Hu Boxiangem založil několik fotografických skupin a uspořádal řadu výstav, které cestovaly také do Japonska, Spojených států a Anglie. S komunistickým převzetím pevninské Číny se v létě 1949 přestěhoval na Tchaj-wan, ale většinu svého fotografického vybavení musel opustit. Lang v roce 1950 spoluzaložil asociaci čínských spisovatelů a umělců. V březnu 1953 byla v Tchaj-peji znovu zřízena Čínská fotografická asociace a Lang působil jako její ředitel 42 let. Na začátku šedesátých let se fotografie Langa Jingshana přiklonily ke kreativní krajině s figurami, z nichž mnohé byly postaveny na obrazech Čanga Ta-čchiena a jsou důkazem taoistického vlivu.
Chang Tsai (張 才 1916-1994), Deng Nan-guang (鄧南光) a Lee Ming-diao (李鳴 鵰), společně známí jako „tři mušketýři“, patří k nejznámějším tchajwanským fotografům, kteří byli aktivní ve 30. až 50. letech 20. století. Chang Tsai vystudoval fotografii v Japonsku a během studií byl inspirován německým stylem Nová věcnost. V 50. letech 20. století provedl Zhang Cai terénní průzkum s jedním profesorem antropologie na Tchaj-wanu. Fotografoval domorodce a tchajwanské náboženské oslavy, zachytil primitivní charakter a život domorodců a průběh tchajwanských náboženských oslav. Stal se tak průkopníkem tchajwanské dokumentární fotografie.
Po japonském vlivu přišel vliv čínský, když nacionalistická vláda Kuomitangu formálně převzala Tchaj-wan v roce 1945 a prohlásila tam svou autoritativní vládu. Zrušení stanného práva otevřelo tchajwanskou uměleckou scénu, včetně fotografie. Fotograf Chang Tsang-tsang řekl: „Zrušení stanného práva a zrušení zákazů zakládání novin a politických stran na konci 80. let stimulovalo domácí uměleckou scénu a podpořilo diverzifikaci fotografie na Tchaj-wanu.“
Magazín Photographers International byl v 90. letech 20. století považován za jeden z předních tchajwanských fotografických časopisů (skončil v roce 2014). Časopis profiloval klíčové tchajwanské fotografy jako Chang Yung-Chieh (張詠捷), Wu Chung-Wei (吳忠維), Hsieh Chun-Teh, (謝春德), Ho Ching-Tai (何經泰), Chuang Ling (莊 靈), Liu Chen-Shan (劉振祥) a editor Juan I-Jong (阮義忠) v čísle nazvaném Taiwan Vision.
Fotograf a novinář Jü Žuťi (1932-2016) začal po roce 1946 fotografovat a zaznamenávat vývoj Tchaj-wanu prostřednictvím fotoaparátů a videokamer. V roce 1953 začal pracovat pro vedení města Tchaj-čung jako reportážní fotograf. Stal se speciálním fotožurnalistou pro mnoho novin a televizních stanic. Současně také strávil sedm let pozorováním a zaznamenáváním volavky stříbřité v blízkosti základní školy Beibei v Tchaj-čungu, dílo bylo později sestřiháno do filmu, který získal cenu Zlatý kůň na Festivalu asijských filmů.

Důležitý vliv přinesl fotograf Chang Chao-Tang (* 1943 張照 堂), který je mnohými považován za nejdůležitějšího fotografa na Tchaj-wanu po druhé světové válce.
Další známý tchajwanský fotograf je Chien-Chi Chang (* 1961, 張 乾 琦), který je členem agentury Magnum Photos. Chang se ve své tvorbě zaměřuje na abstraktní pojmy odcizení a spojení. Například The Chain je sbírka portrétů vytvořených v roce 1998 v azylu pro duševně nemocné v chrámu Long Fa Tang na jižním Tchaj-wanu. Chien-Chi Chang zkoumá život za zdmi chrámu, který se stal svatyní i vězením pro asi 700 duševně nemocných pacientů. Chrám nepodává léky ani ošetření používané v podobných institucích. Místo toho buddhističtí mniši, kteří dohlížejí na pacienty, používají pro „terapeutické“ účely řetězy. Pacient ve stabilnějším stavu je připoután a uzamčen k pacientovi, který je považován za méně zdravého. Vytvoří tak řetězem spojenou dvojici. Pacienti obvykle přicházejí do chrámu nedobrovolně. Po vyčerpání konvenčních lékařských postupů  vidí zoufalí členové rodiny Long Fa Tang jako poslední možnost pro nevyléčitelné. Vzhledem k tvrdé kritice ze strany úřadů tvrdí mniši, že jejich metody se osvědčily, stejně jako zmírnily obrovskou zátěž rodin. Série byla vastavena na Benátském bienále (2001) a na uměleckém bienále v São Paulu (2002). Fotografie vytištěné skoro v životní velikosti dvojic pacientů spojených dohromady řetězem rezonují s Changovým pohledem na méně viditelná pouta v manželství.
Společnost Airiti, která shromažďuje informace do digitální umělecké databáze, uvádí mezi tchajwanskými fotografy následující osobnosti: Deng Nan-Guang, Chang Tsai [Zhang Cai], Lin Šou-i, Wu Jin-Miao, Wu Jin-Rong, Li Diaolun, Li-wen Chen [Chen Liwen], Pcheng Žuej-lin, Jiang Zhen-xiang clan, Zhang A-xiang, Shengmu Huang [Huang Shengmu], Zengchang Li [Li Zengchang], Li Huozeng, Tsai Huifeng [Cai Huifeng] a Hee Cf [Xu jiefang].
Z československých fotografů působících na Tchaj-wanu to byl například Jan Lukas. V roce 1966 po příjezdu do USA začal pracovat na cyklu Ostrované, dokumentujícím život v místech, která jej „už doma v Praze nejvíce lákala, říkal jsem jim ’ostrovy svobody’“ – newyorský Manhattan, Starý Jeruzalém, Západní Berlín a Tchaj-wan.

## Svatební fotografie

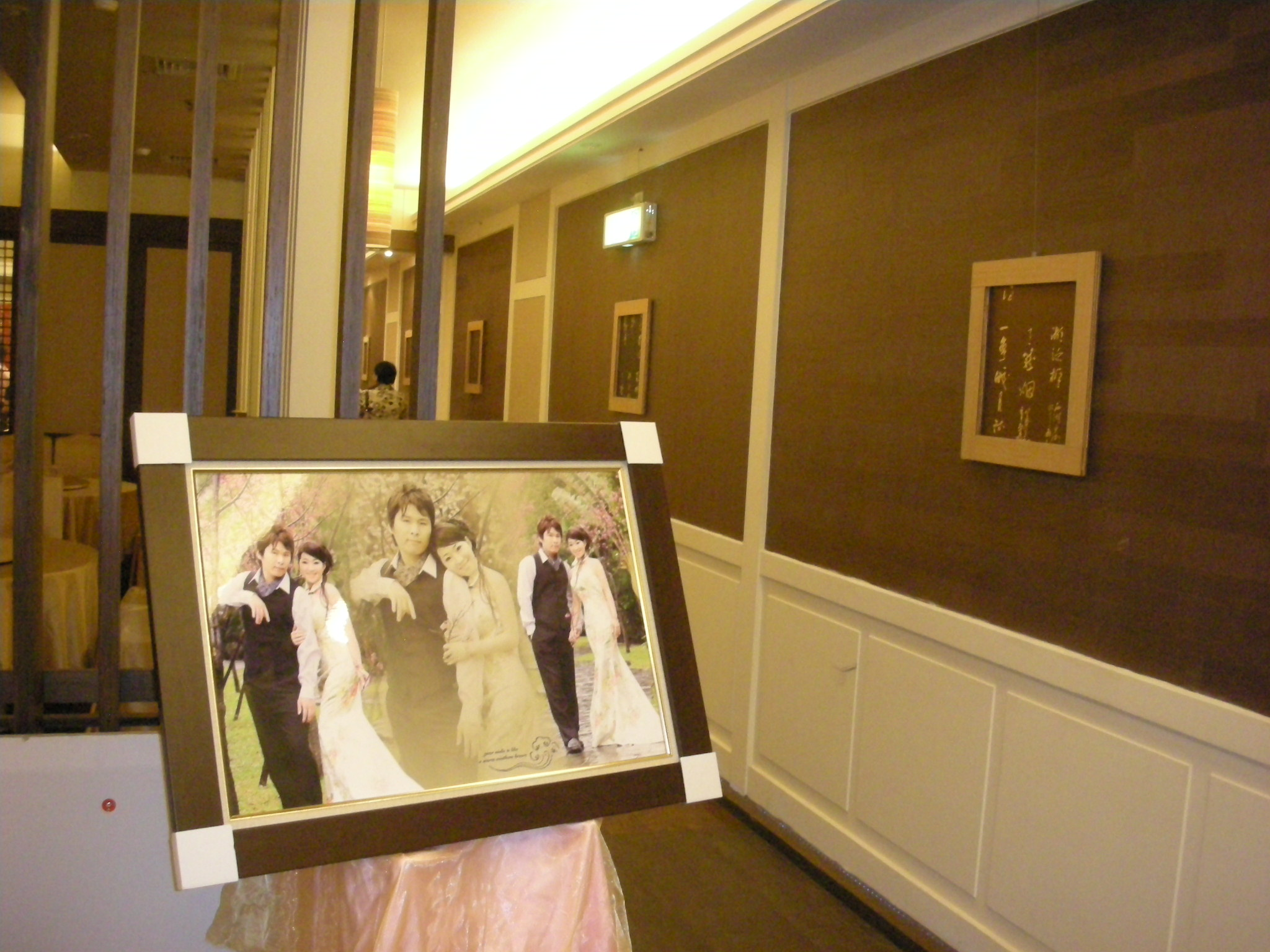
Svatební salón, který nabízí předsvatební fotografování

Tchajwanská svatební fotografie je forma předsvatební fotografie, která je soustředěna především na Tchaj-wanu, ale je také praktikována v některých okolních zemích. Fotografie zahrnuje mnoho aranžovaných, hodně upravovaných fotografií, které mají představovat nevěstu v její nejkrásnější podobě. Ženich je také součástí mnoha fotografií, ale není tak středem pozornosti a jeho vzhled není zdaleka tak důležitý jako u nevěsty. Je nedílnou součástí tchajwanské kultury a téměř každá nevěsta tento rituál absolvuje. Jedním z aspektů tchajwanské svatební fotografie, která ji odlišuje od mnoha jiných typů fotografie, je stupeň glamourizace, který zasahuje do procesu fotografování. Nevěstě provede úpravy profesionální vizážista a kadeřník do stavu, kdy vypadá téměř jako úplně jiná osoba. Někteří lidé tvrdí, že své přátele na svatebních fotografiích nepoznávají. Kvalitní make-up ušetří fotografovi při následné postprodukci retuše pleti. Zatímco nevěsta absolvuje časově náročnou přípravu, ženich se prezentuje stejně tak, jak normálně v civilu přirozeně vypadá, aby nepřitahoval pozornost od okouzlujícího vzhledu nevěsty. Oblečení, které nevěsty nosí, je mnohem rozmanitější a bohatší než klasické bílé svatební šaty. Nevěsty během fotografování někdy obléknou několik stylů bílých pestřejších svatebních šatů. Svatební fotografie nejsou určeny pouze pro bohatou nebo elitní skupinu lidí, ale jsou součástí kulturních zvyků, takže tento proces absolvuje většina svatebčanů. To ovšem neznamená, že svatební fotografie nemůže prezentovat finanční bohatství nebo status elity. Většina elitních svatebních salonů se nachází v Tchaj-peji a tyto elitní svatební salóny určují trendy pro některé méně uznávané svatební salóny ve městech. Městské svatební salóny jsou obvykle považovány za „stylovější“ a oblíbenější než venkovské, které jsou obvykle levnější. Venkovské svatební salóny inklinují k extravaganci až kýči, zatímco městské salóny určují trendy, které kombinují správná množství jednoduchých i extravagantních nápadů.

### Proces
Prvním krokem, který pár podniká k získání svých svatebních fotografií, je návštěva salonu nebo svatebního veletrhu, kde má mnoho salonů stánky. Ten den se podívají na ukázková alba a pak si musí vybrat svůj salon. Nevěsta se později vrátí do vybraného salonu, aby si osobně vybrala šaty, které si na fotografování oblékne, a šaty, které si oblékne na hostinu. Šaty, které si vybere na hostinu, budou jiné než šaty na focení. Pár dní před focením se pár sejde s fotografem, aby prodiskutovali své preference. Fotografování je celodenní událostí. Nevěstin účes se obvykle mění s každou výměnou šatů. Fotografování trvá déle, pokud pár cestuje na vhodné místo, aby získal změnu prostředí nebo scénický výhled. Po pořízení snímků se pár později vrací do salonu, aby vybral, které fotografie chce vytisknout a v jaké velikosti. Salon pak vybrané fotografie dokonale vyretušuje a odešle do tisku. Pak jsou fotografie adjustovány a zarámovány. Novomanželský pár si pak své fotografie vyzvedne a proces je dokončen.

### Účel
V tchajwanské kultuře má svatební fotografie více rolí, ale především jsou symbolem statusu. Věci jako prostředí, rekvizity, provedení, úpravy, účes nebo make-up u svatebních fotografií jsou symbolem společenského zařazení. Svatební fotografie, které si manželé vystaví, nebo čím více snímků si pár zakoupí, je známkou bohatství jejich rodiny. Pár vystavuje své svatební fotografie několikrát. Vystavování svatebních fotografií je v tchajwanské kultuře obvyklé, bez ohledu na bohatství. Pár představí své fotografie na svatební hostině a také fotografická alba, aby je mohli vidět všichni jejich přátelé. Po skončení slavnosti si velkoformátové fotografie pověsí v obývacím pokoji. Mnoho párů je věsí zarámované také nad manželskou postel. Tchajwanské svatební fotografie jsou zaměřeny na dívku, mají za úkol zachytit mládí a krásu nevěsty. Jsou symbolem mládí a svobody, které časem pominou, jakmile se stane manželkou a začne žít v manželském životním stylu.

## Organizace

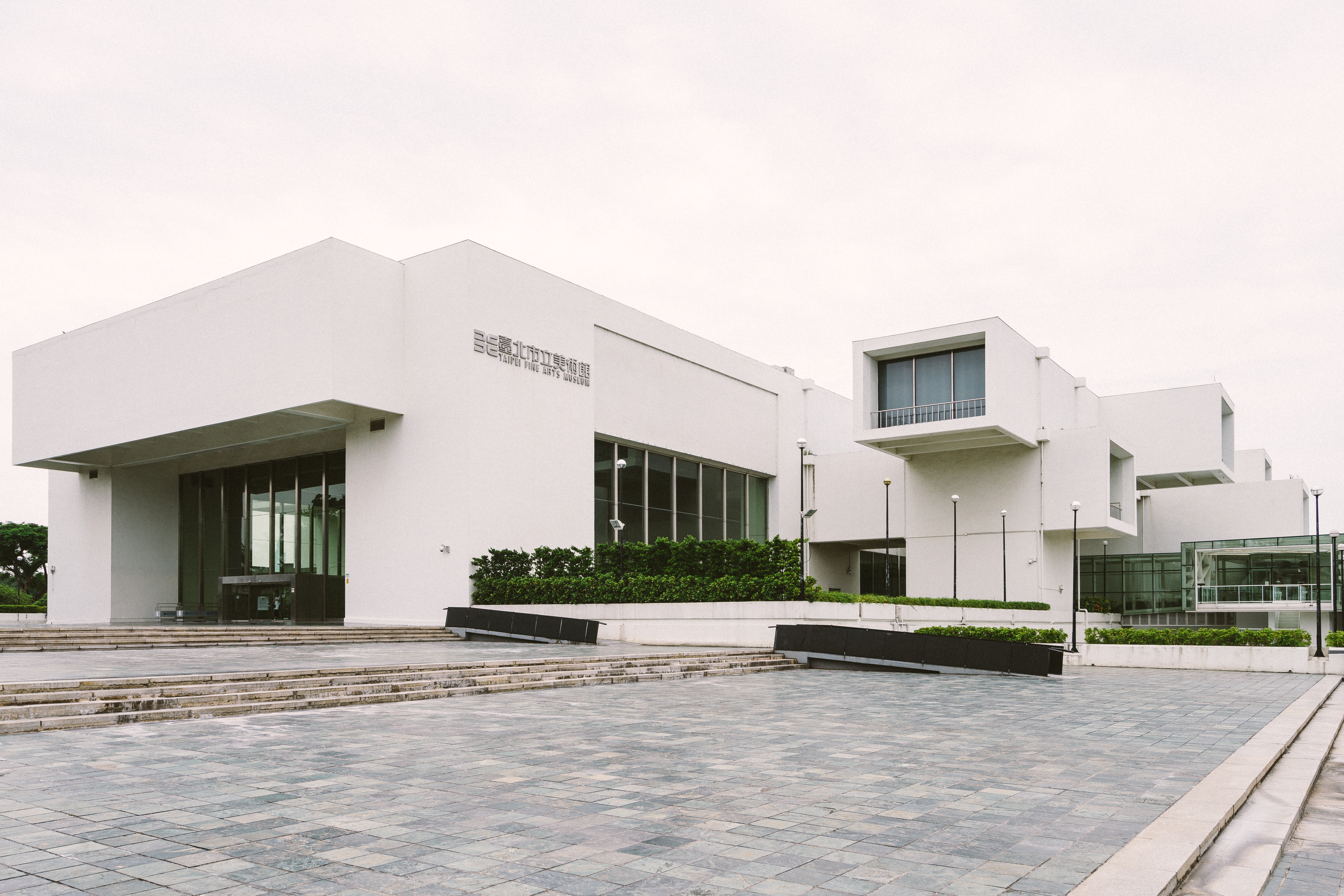
Tchajpejské muzeum výtvarných umění

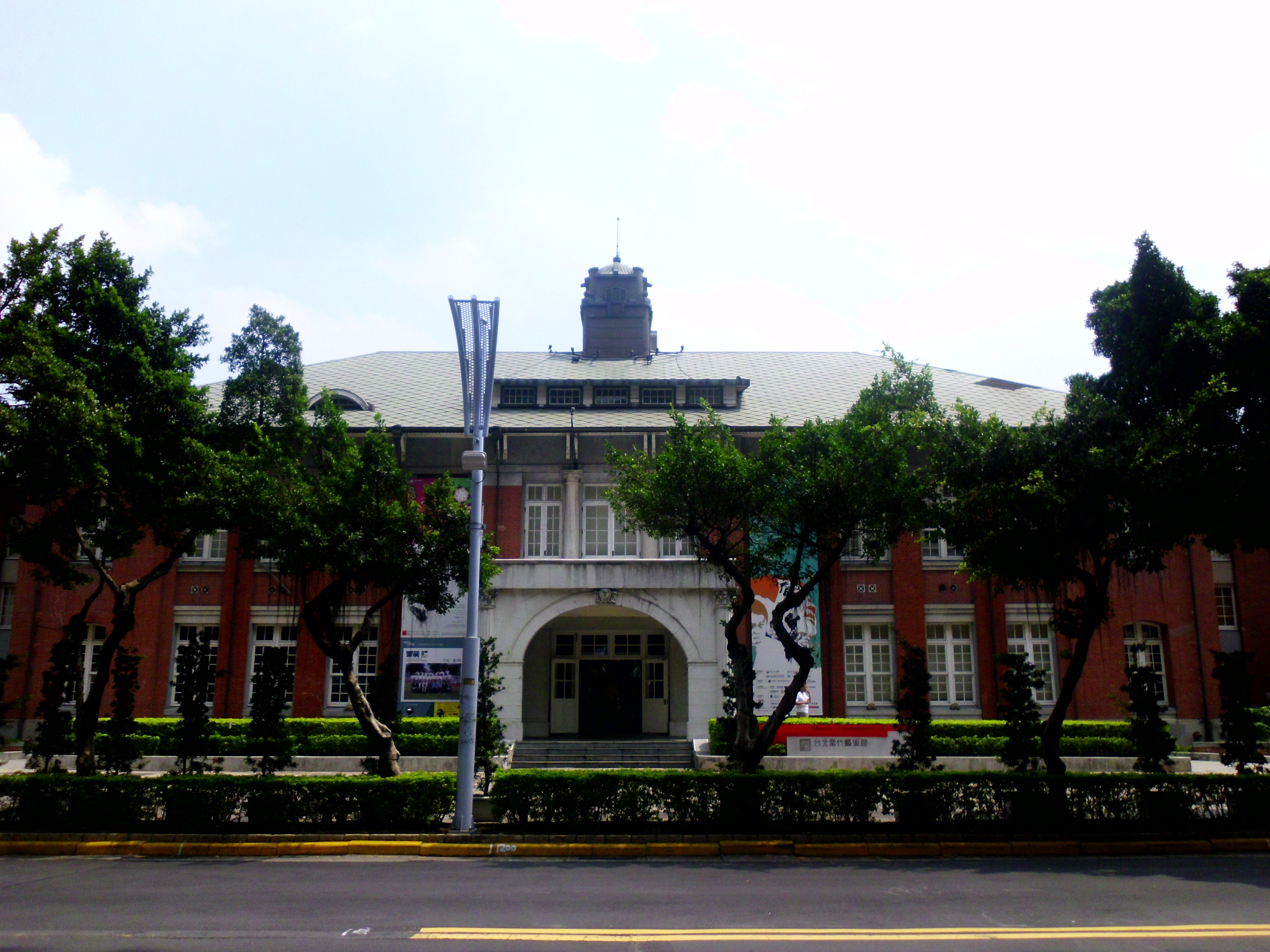
Muzeum současného umění, Tchaj-pej

Fotografické společnosti, organizace a instituce na Tchaj-wanu:
Muzea a galerie
- Národní centrum fotografie a obrazu, Tchaj-pej
- Deng Nan-guang Photo Memorial
- Mr. Li Xiu-yun Photography Memorial Hall
- Tchajpejské muzeum výtvarných umění
- The Cube Project Space, Tchaj-pej
- Chi-Wen Gallery, Tchaj-pej
- Muzeum současného umění, Tchaj-pej

## Výrobci fotografické techniky

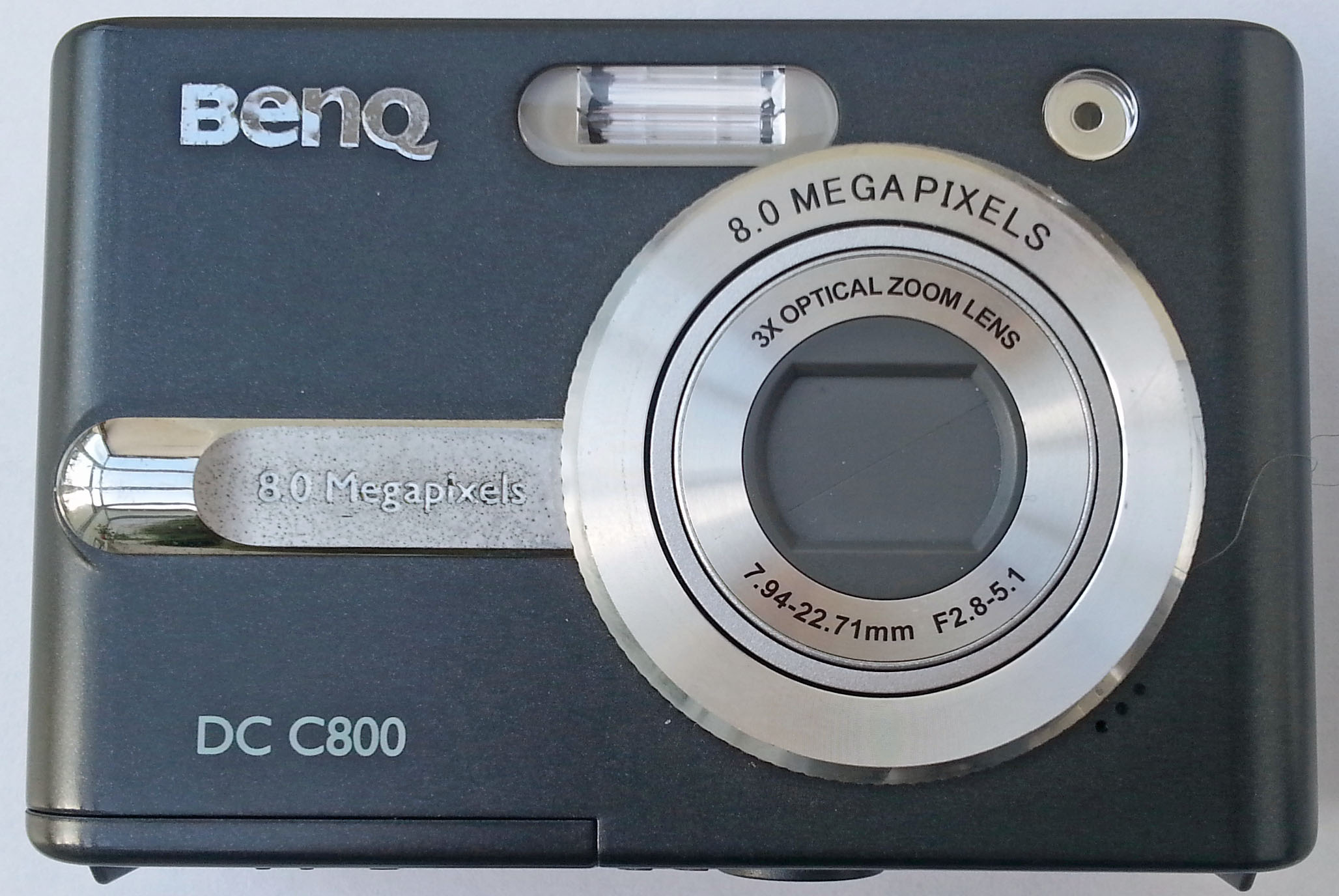
Fotoaparát BenQ Corporation

- BenQ Corporation je tchajwanská firma prodávající spotřební elektroniku, výpočetní a komunikační techniku. Firma byla založena roku 2007 společností Qisda, která se před tím jmenovala BenQ. Ta byla založena v roce 1984 pod názvem Continental Systems Inc., později Acer CM (Communications and Multimedia), konečně 5. prosince 2001 byla přejmenována na BenQ Corporation.[24] V současnosti představuje globální společnost s pobočkami po celém světě. Zaměstnává tisíce lidí.[25]
- Fotoaparáty společnosti Premier Image Technology.[26]